# Burnout (franquia)
Burnout é uma série de jogos eletrônicos de corridas de automóveis onde o objetivo principal consta em destruir os outros carros e gerando acidentes de trânsito, ganhando assim pontos.

## Jogos da série
1. Burnout: o primeiro jogo da série, lançado pela Acclaim, podendo destruir seus oponentes. Lançado para PS2, GameCube e Xbox.
2. Burnout 2: Point Of Impact: é a segunda versão de Burnout, desta vez com polícia, mas continuando com as mesmas características do jogo anterior. Lançado para Gamecube, PS2 e Xbox.
3. Burnout 3: Takedown: agora distribuído pela EA Games. Novos carros, percursos, off road, crashes e road rage foram adicionados neste jogo. Lançado para PlayStation 2 e Xbox.
4. Burnout Revenge: Burnout com mais um novo meio de corrida, o traffic attack, podendo destruir os carros do tráfego (exceto caminhões, ônibus e carros na contra mão). Lançado para PS2, PS3, Xbox e Xbox 360.
5. Burnout Paradise: Novo burnout, lançado em 2008 para PlayStation 3, Xbox 360 e PC. Essa versão conta com um mundo aberto e gráficos de alta qualidade.

1. Burnout Legends: Este é o misto de Burnout 2: Point Of Impact e Burnout Revenge. Lançado para PSP e DS.
2. Burnout Dominator: Burnout lançado em 2007 para PS2 e PSP. Essa versão tem novos eventos, como o Drift Event, o Maniac Events e o meio de produzir turbo é ativando o SuperCharge, que, quando ativado, deve fazer vários pontos como andar na contra mão e "tirar fino" dos carros.
3. Burnout Crash!: lançado no outono de 2011 para PlayStation 3 e Xbox 360.[1]